# NetApp
NetApp (auparavant appelée Network Appliance) est une entreprise d'infrastructure de données intelligente qui fournit un stockage de données unifié, des services de données intégrés et des solutions d'opérations cloud (CloudOps) à des clients d'entreprises. Son siège était historiquement situé à Sunnyvale en Californie, et a été déplacé en 2021 à San Jose, Californie.

## Historique
Fondée en 1992, NetApp a profité de la croissance liée à Internet dans les années 1999-2001. La filiale française a été ouverte à Paris dès 1996.
Elle compte à présent plus de 10 000 employés dans le monde, et conçoit des solutions logicielles et matérielles (baies de stockage) dans le domaine du stockage informatique et du cloud.
Dirigée depuis 2015 par George Kurian, la société a conforté depuis son développement, après avoir engagé une transition vers les services de données dans le cloud, notamment à partir 2020, à la suite du rachat de la startup israélienne SPOT.io puis de la startup française Data Mechanics.
NetApp est la troisième entreprise au monde et deuxième en France, selon IDC, dans l'activité de prestation de stockage et de gestion de données, derrière Dell et HPE.
NetApp est par ailleurs à la base des services de fichiers natifs des hyperscalers AWS, Microsoft Azure et Google Cloud. La technologie NetApp est fréquemment à la base de services de stockage développés par des acteurs français du cloud, tels que 3DS Outscale, OVHcloud ou ARD-com.
Orange, Thales, Société générale ou Atos font, par exemple, partie, en 2018, de ses clients français.